# Dilophus gratiosus
Dilophus gratiosus är en tvåvingeart som beskrevs av Jacques-Marie-Frangile Bigot 1890. Dilophus gratiosus ingår i släktet Dilophus och familjen hårmyggor. Inga underarter finns listade i Catalogue of Life.